# Udo Balzer
Udo Balzer (19 de outubro de 1906 - 14 de abril de 1944) foi um oficial alemão que serviu durante a Segunda Guerra Mundial. Foi condecorado com a Cruz de Cavaleiro da Cruz de Ferro.

## Condecorações
| Cruz de Ferro 2ª Classe                               |
| Cruz de Ferro 1ª Classe                               |
| Cruz de Cavaleiro da Cruz de Ferro 9 de abril de 1944 |